# Рокпорт (Арканзас)
Рокпорт (англ. Rockport) — город, расположенный в округе Хот-Спринг (штат Арканзас, США) с населением в 792 человека по статистическим данным переписи 2000 года.

## География
По данным Бюро переписи населения США город Рокпорт имеет общую площадь в 8,03 квадратных километров, водных ресурсов в черте населённого пункта не имеется.
Рокпорт расположен на высоте 101 метр над уровнем моря.

## Демография
По данным переписи населения 2000 года в Рокпорте проживало 792 человека, 238 семей, насчитывалось 324 домашних хозяйств и 348 жилых домов. Средняя плотность населения составляла около 97,8 человека на один квадратный километр. Расовый состав Рокпорта по данным переписи распределился следующим образом: 94,44 % белых, 2,40 % — чёрных или афроамериканцев, 1,26 % — коренных американцев, 0,63 % — азиатов, 0,13 % — выходцев с тихоокеанских островов, 1,14 % — представителей смешанных рас. Испаноговорящие составили 0,63 % от всех жителей города.
Из 324 домашних хозяйств в 24,4 % — воспитывали детей в возрасте до 18 лет, 62,7 % представляли собой совместно проживающие супружеские пары, в 5,2 % семей женщины проживали без мужей, 26,5 % не имели семей. 24,1 % от общего числа семей на момент переписи жили самостоятельно, при этом 9,9 % составили одинокие пожилые люди в возрасте 65 лет и старше. Средний размер домашнего хозяйства составил 2,44 человек, а средний размер семьи — 2,86 человек.
Население города по возрастному диапазону по данным переписи 2000 года распределилось следующим образом: 22,2 % — жители младше 18 лет, 6,7 % — между 18 и 24 годами, 23,5 % — от 25 до 44 лет, 29,5 % — от 45 до 64 лет и 18,1 % — в возрасте 65 лет и старше. Средний возраст жителей составил 44 года. На каждые 100 женщин в Рокпорте приходилось 96,5 мужчин, при этом на каждые сто женщин 18 лет и старше приходилось 97,4 мужчин также старше 18 лет.
Средний доход на одно домашнее хозяйство в городе составил 35 250 долларов США, а средний доход на одну семью — 40 750 долларов. При этом мужчины имели средний доход в 26 875 долларов США в год против 21 146 долларов среднегодового дохода у женщин. Доход на душу населения в городе составил 15 299 долларов в год. 2,5 % от всего числа семей в округе и 5,2 % от всей численности населения находилось на момент переписи населения за чертой бедности, при этом 3,1 % из них были моложе 18 лет и 9,0 % — в возрасте 65 лет и старше.